# Villaquirán de los Infantes
Villaquirán de los Infantes es una localidad y un municipio situados en la provincia de Burgos, en la comunidad autónoma de Castilla y León (España), comarca de Odra-Pisuerga, partido judicial de Burgos, cabecera del ayuntamiento de su nombre. El municipio está conectado a la línea Madrid-Irún y su estación se encuentra en la población de La Estación, como indica su nombre.

## Geografía
Tiene un área de 12,98 km² con una población de 169 habitantes (INE 2007) y una densidad de 13,02 hab/km². Integrado en la comarca de Odra-Pisuerga, se sitúa a 32 kilómetros de la capital provincial. El término municipal está atravesado por la Autovía de Castilla A-62 entre los pK 31 y 33. 
Se compone de dos entidades locales menores: Villanueva de las Carretas y Villaquirán de los Infantes. El municipio comprende además las poblaciones de La Estación, El Hormiguero y Villanueva de las Carretas.
El relieve del municipio está caracterizado por un terreno llano en las cercanías del río Hormazuela, al sureste, que se vuelve más elevado con algunos páramos entre los cauces de los arroyos que discurren por el territorio al noroeste. La altitud del municipio oscila entre los 928 metros en un páramo al noroeste y los 780 metros en la ribera del río Hormazuela. El pueblo se alza a 815 metros sobre el nivel del mar. 
| Noroeste: Los Balbases | Norte: Villaldemiro | Noreste: Villaldemiro |
| Oeste: Los Balbases    |                     | Este: Pampliega       |
| Suroeste: Los Balbases | Sur: Villazopeque   | Sureste: Pampliega    |

## Demografía
Villaquirán de los Infantes cuenta con una población de 141 habitantes (INE 2024).
| Gráfica de evolución demográfica de Villaquirán de los Infantes entre 1842 y 2021 |
| |
| Población de derecho según los censos de población del INE Población de hecho según los censos de población del INEEntre el censo de 1857 y el anterior, crece el término del municipio porque incorpora a Villanueva de las Carretas. |

| 1991 |  | 1996 |  | 2001 |  | 2004 |  | 2007 |
| ---- |  | ---- |  | ---- |  | ---- |  | ---- |
| 222  |  | 222  |  | 221  |  | 187  |  | 169  |

## Parque eólico
Parque Eólico «El Gallo», de 49,4 MW. de potencia instalada, ubicado en los términos municipales de Los Balbases, Villaquirán de los Infantes y Villaldemiro, de 26 aerogeneradores Vestas de 1900 kW de potencia unitaria, diámetro de rotor de 90 m, altura de buje de 105 m y red subterránea de media tensión a 30 kV de interconexión de los aerogeneradores, con llegadas a la subestación «Cuatro Picones», con un presupuesto de 55 326 251,17 euros.